# Péché immortel
Péché immortel (Sin) est un film américain réalisé par Michael Stevens en 2003.

## Synopsis
Quand sa sœur est brutalement violée, un ex-flic est contraint d'affronter un mystérieux criminel de son passé.

## Distribution
- Ving Rhames (VF : Med Hondo) : Eddie Burns
- Gary Oldman (VF : Guy Chapellier) : Charlie Strom
- Alicia Coppola (VF : Pascale Vital) : Bella
- Kerry Washington : Kassie
- Bill Sage (VF : Pierre-François Pistorio) : Cal Brody
- Chris Spencer (VF : Christophe Peyroux) : Vincent Peavey
- Gregg Henry (VF : Marc Alfos) : Conrad
- Arie Verveen : Marty
- Brian Cox (VF : Marcel Guido) : le capitaine Oakes
- Daniel Dae Kim (VF : Stéphane Marais) : Lakorn
- Jeremiah Birkett (VF : Lucien Jean-Baptiste) : Wayne
- Ray Porter (VF : Jean-Jacques Nervest) : Jeff